# Frankenstein: Master of Death
Frankenstein: Master of Death je hidden object adventura vytvořená ve spolupráci českého týmu Fineway Studios a ruského týmu Jetdogs Studios. Vyšla 9. března 2015. V Česku ji distribuuje společnost Špidla Data Processing s.r.o. pod názvem Frankenstein – Mistr smrti.

## Příběh a hratelnost
Příběh je volně inspirován románem Frankenstein od Mary Shelleyové. Hráč se ujímá Frankensteinova přítele, který dostal dopis, v němž je požádán o pomoc. Hráč se tak vydává za Frankesteinem, ale po příjezdu je svědkem únosu Elizabeth, Frankensteinovy snoubenky, a tak začíná vyšetřování, kdy musí hráč najít Frankesteina, jeho snoubenku a porazit hrozbu, jež se chce stát "Pánem smrti."
Hra je z větší části hrána jako 2D adventura, ale v určitých místech je hrána jako hidden object hra. Hra je navíc velice přímočará, takže "nelze chybovat" například tím že se vytvoří nefunkční kombinace předmětů, či nalezení zbytečného předmětu. Hra však obsahuje několik logických miniher. Hra se odehrává na statických obrazovkách, ale obsahuje i 3D animace.